# LYPLA1
LYPLA1 (англ. Lysophospholipase I) – білок, який кодується однойменним геном, розташованим у людей на короткому плечі 8-ї хромосоми. Довжина поліпептидного ланцюга білка становить 230 амінокислот, а молекулярна маса — 24 670.
| 10         |  | 20         |  | 30         |  | 40         |  | 50         |
| ---------- |  | ---------- |  | ---------- |  | ---------- |  | ---------- |
| MCGNNMSTPL |  | PAIVPAARKA |  | TAAVIFLHGL |  | GDTGHGWAEA |  | FAGIRSSHIK |
| YICPHAPVRP |  | VTLNMNVAMP |  | SWFDIIGLSP |  | DSQEDESGIK |  | QAAENIKALI |
| DQEVKNGIPS |  | NRIILGGFSQ |  | GGALSLYTAL |  | TTQQKLAGVT |  | ALSCWLPLRA |
| SFPQGPIGGA |  | NRDISILQCH |  | GDCDPLVPLM |  | FGSLTVEKLK |  | TLVNPANVTF |
| KTYEGMMHSS |  | CQQEMMDVKQ |  | FIDKLLPPID |  |            |  |            |

A: Аланін

C: Цистеїн

D: Аспарагінова кислота

E: Глутамінова кислота

F: Фенілаланін

G: Гліцин

H: Гістидин

I: Ізолейцин

K: Лізин

L: Лейцин

M: Метіонін

N: Аспарагін

P: Пролін

Q: Глутамін

R: Аргінін

S: Серин

T: Треонін

V: Валін

W: Триптофан

Кодований геном білок за функцією належить до гідролаз. 
Задіяний у таких біологічних процесах, як метаболізм жирних кислот, метаболізм ліпідів, ацетилювання, альтернативний сплайсинг. 
Локалізований у цитоплазмі.